# Lando Calrissian

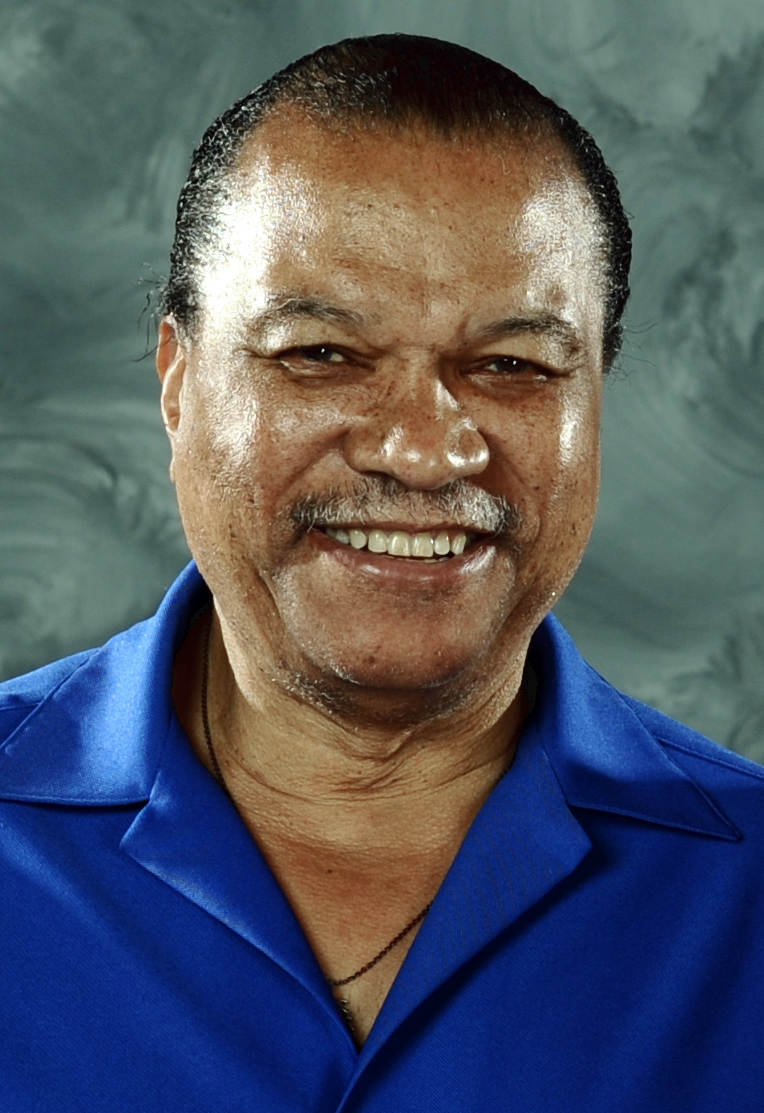
Billy Dee Williams, odtwórca roli Lando Calrissiana

Lando Calrissian – fikcyjna postać ze świata Gwiezdnych wojen, hazardzista. Po raz pierwszy pojawił się w 1980 roku w filmie Gwiezdne wojny: część V – Imperium kontratakuje. W postać tę wcielił się Billy Dee Williams. Ten sam aktor użyczył mu później głosu w grach Star Wars Jedi Knight II: Jedi Outcast i Star Wars: Battlefront II oraz w serialu animowanym Star Wars: Rebelianci. W filmie Han Solo: Gwiezdne wojny – historie rolę Calrissiana zagrał Donald Glover.

## Życiorys
Żył w ostatnich latach istnienia Republiki oraz w czasie panowania Imperium Galaktycznego. Był wysokim, ciemnoskórym mężczyzną o czarnych, krótko ściętych włosach i brązowych oczach. Nosił krótkie wąsy. Był słynnym przemytnikiem, hazardzistą i baronem-administratorem Miasta w Chmurach na Bespinie. Ostatecznie został generałem Rebelii. Był także bliskim przyjacielem Hana Solo i przez pewien czas, właścicielem Sokoła Millennium. Lando starał się zawsze unikać walki i rozwiązywać problemy w inny sposób, często za pomocą oszustwa. Uważał, iż korzystanie z blasterów jest dla ludzi bez wyobraźni. Jednak w razie konieczności potrafił zastrzelić wroga bez żadnych oporów. Był osobą, która skrywała wiele tajemnic nawet przed swoimi przyjaciółmi.
Przystał na układ z Darthem Vaderem, który z argumentami w postaci garnizonu szturmowców złożył Calrissianowi propozycję współpracy. Dotyczyła ona Hana Solo, który niedługo potem pojawił się w Mieście w Chmurach. Han został oddany Bobie Fettowi, a Chewbacca i Leia mieli zostać przekazani w ręce Vadera. Zapobiegła temu rehabilitacja Calrissiana. Udało mu się uwolnić Leię i Chewbaccę, a następnie ogłosił ewakuację całego miasta.
Po przystąpieniu do Rebelii pomógł uwolnić swojego przyjaciela, Hana Solo z rąk Jabby The Hutta. Jego zaangażowanie w walce z Imperium było wielkie. Zaopatrywał Rebeliantów między innymi w surowce, z których znane było Bespin. W tym okresie nie brał od Rebeliantów pieniędzy. Po zniszczeniu Drugiej Gwiazdy Śmierci i Imperatora, podpisał z Nową Republiką kontrakt, w którym zobowiązywał się do dostarczania surowców nowo powstałemu układowi po maksymalnie niskich kosztach. W zamian za to rząd obiecał pomagać Lando – nawet zbrojnie, jeśli byłoby to konieczne.

### Expanded Universe (Legendy)
Lando urodził się kilka lat przed bitwą o Naboo, na nieznanym nam świecie. W dzieciństwie uczył się grać w sabaka, co wkrótce spowodowało, iż Lando stał się jednym z najlepszych graczy w galaktyce. Gdy miał około 20 lat Lando zaczął podróż po galaktyce. Spędzając po kilka tygodni na wielu znanych planetach Lando zyskał wielu wpływowych przyjaciół.
Swoje przygody zaczął, zaraz po tym jak wygrał w sabaka „Sokoła Millenium” i robota Vuffiego Raa. Wkrótce potem założył na Nar Shadda sklep z różnego typu statkami. Uratował tam Hana Solo z rąk łowcy nagród Boby Fetta, za co ten nauczył go latać frachtowcem. Swój interes na Nar Shadda zwinął, gdy o terytoria Huttów upomniało się Imperium. W bitwie między przemytnikami a Imperium Lando stracił wszystkie statki, które oddał do walki przemytnikom. Kolejne kilka lat Lando znowu spędził włócząc się po galaktyce. W tym okresie zyskał śmiertelnego wroga maga/ćpuna Gepta, rozwiązał zagadkę rasy Sharu, a następnie uratował przed zagładą całą rasę, podczas tych przygód Lando stracił swojego robota. Odleciał on wraz z innymi robotami tego typu w nieznane rejony. Podczas jednego z turniejów sabaka w Mieście w Chmurach Lando doszedł do samego finału, gdzie zmierzył się ze swoim przyjacielem Hanem Solo. Doszło również do jego kolejnego spotkania z Boba Fettem, z którego Lando, mimo iż był przez chwilę zakładnikiem Fetta wyszedł cało. Kilkanaście miesięcy przed bitwą o Yavin Lando, wraz z Hanem i grupą przemytników pomagał Rebeliantom podczas jednej akcji. Nie dostał za nią obiecanych pieniędzy za co obwiniał Hana. Kilka miesięcy po bitwie o Yavin Lando został zakładnikiem piratów. Uciekł jednak, i samemu pokonał piracka flotę w tzw. Bitwie nad Taanab.
Prawa do rządzenia Miastem w Chmurach i tytułu barona administratora dostał, gdy wygrał w sabak z urzędującym wówczas Dominikiem Raynorem. Wprowadził szereg nowych przepisów, które pozytywnie wpłynęły na bezpieczeństwo mieszkańców i sprawiły, że sprzedaż gazu wzrosła o aż 35%. Gdy Yuuzhanie zajęli już prawie całe terytorium dawnej Nowej Republiki firma Landa – Tendrando Arms wynalazła roboty bojowe, które skutecznie mogły stawić czoło wojownikom Yuuzhan - ZYV1. Tuż przed jego premierą, podczas której roboty uratowały Borska Feylę przed śmiercią z rąk Yuuzhańskich zamachowców Lando wraz z Tendrą podjął się dostarczenia grupki Jedi dowodzonych przez Anakina Solo na terytorium wroga gdzie mieli oni wykonać bardzo niebezpieczną misję. Gdy kilkanaście dni później Yuuzhanie zaatakowali Coruscant Lando tymczasowo został generałem, i dowodził on stacjami bojowymi biorącymi udział w tej operacji. Po upadku Coruscant zrezygnował jednak ze stanowiska, i oddalił się w bliżej nieznane miejsce, ale z pewnością powróci, z całą gamą nowych pomysłów które spełnią wymagania finansowe i jakościowe Landa, a przy okazji pomogą Republice, którą Lando pomógł stworzyć.